# Farman HF.30
Le Farman HF.30 était un biplan militaire conçu en France en 1915, qui est devenu un avion clé de l'armée de l'air impériale russe pendant la Première Guerre mondiale. Bien qu'il ait été largement utilisé sur le Front de l'Est, puis par les factions et gouvernements issus de la guerre civile russe, il est peu connu en dehors de ce contexte. Sa conception dérivait du modèle Farman F.20, avec une hélice propulsive, un moteur Salmson 9 (en) de 150 ch, et une capacité à transporter des charges lourdes, telles que des bombes. Bien qu'il n'ait pas été adopté par les autres forces alliées, le HF.30 a joué un rôle très important en reconnaissance aérienne, en repérage d'artillerie et en missions de bombardement pendant la guerre.

## Historique
1914  
La guerre mondiale débute, et la nécessité de développer des avions pour la guerre devient évidente.
1916  
- Le prototype du Farman HF.30 vole pour la première fois en décembre 1916.
- L'appareil est équipé d'un moteur Canton-Unne X-9 de 160 ch, avec une envergure de 36 pieds (11 m).
1917  
- En juillet 1917, une révision de l'appareil, le HF.30B, prend son envol. Ce modèle est équipé d'un moteur Salmson 9Za de 260 ch et présente des modifications de la structure (réduction de l'envergure de près de deux mètres et allongement du fuselage).
- Tests menés en 1917, mais les problèmes de stabilité et du centre de gravité persistent, ne permettant pas à ce modèle de surpasser les autres conceptions de l'époque.
1918  
- En 1918, une nouvelle révision, le :HF.30B-AR 2', modifie à nouveau l'appareil en allongeant l'aile supérieure à 45.10 pieds.
- Malgré ces améliorations, le projet est abandonné en 1918, car des alternatives plus efficaces sont disponibles.
- Aucun autre prototype n'est produit.

## Caractéristiques
Type : Avion biplace de reconnaissance  
Premier vol : Décembre 1915  
Configuration : Biplan, moteur propulsif  
- Dimensions

- Envergure : 15.81 m 
- Longueur : 10.66 m 
- Hauteur : 3.20 m  
- Surface portante : 49.00 m²  
- Poids

- Masse à vide : 700 kg  
- Masse totale : 1050 kg  
- Equipage

- Nombre de places : 2  
- Motorisation

- Moteur : 1 Canton Unné X-9 de 160 ch  
- Performances

- Vitesse maximale : 155 km/h